# Consuelo Gil
Consuelo Gil Roësset de Franco (1905-1995) va ser una editora de la postguerra espanyola. Entre les revistes produïdes per ella, destaquen Chicos (1938-1955) i Mis Chicas (1941-1950); era germana de l'escultora Margarita Gil Roësset i neboda de la pintora María Roësset Mosquera.

## Biografia
Poc abans de l'esclat de la guerra civil, es va traslladar a Sant Sebastià, on s'havia centralitzat la producció editorial de la zona revoltada. Allí va col·laborar en La Ametralladora i en Pelayos. El 1938 va fundar juntament amb Juan Baygual la revista Chicos. A més de dirigir-la, va portar les seccions de correspondència amb els lectors, El Club de Chicos i Mis Chicas, signant-les amb els pseudònims de L. de Villadiego i Madrina. Va llançar després la publicació Mis Chicas, la primera revista per a nenes de la postguerra, a més de Chiquitito (1942) i El Gran Chicos (1945). No obstant això, posteriorment es va centrar Chicas, dirigida a lectores de més edat.